# 平野鍋吉

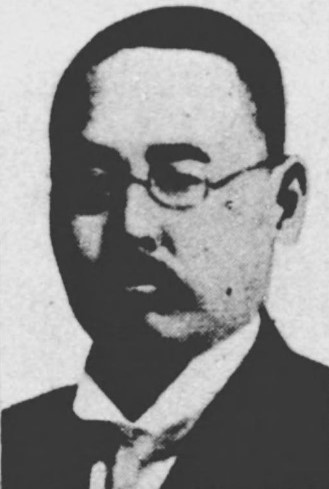
平野鍋吉

平野 鍋吉（ひらの なべきち、1868年7月13日（明治元年5月24日） - 1932年（昭和7年）12月31日）は、日本の政治家、実業家。徳島県吉野川市出身。徳島県立徳島中学校卒業。

## 経歴
麻植郡山川町瀬詰（現在の吉野川市）で生まれる。実家は代々酒造業、藍商を営んでいる。
後に鉱山業に転じ海部郡の浅川鉱山で成功し、後に三菱鉱業に譲渡した。
徳島県会議員を経て1930年（昭和5年）に第17回衆議院議員総選挙に当選。その後、貴族院議員に立候補をしたが、病のため辞退した。
1932年（昭和7年）、65歳で没する。